# Аналітичні центри США
Аналітичні центри США
В США працює близько 1200 аналітичних центрів — мозкових центрів Уряду США, що нараховують близько 5000 працівників і мають фінансування близько 1,5 млрд дол. щорічно. При університетах працює майже 600 Think Tanks. Ще 600 є незалежними громадськими організаціями. Більшість найвпливовіших Think Tanks працюють у Вашингтоні. Засновниками і опікунами аналітичних центрів є відомі політики, скажімо, Національного фонду підтримки демократії (National Endowment for Democracy), заснованого в 1983 р., — З. Бзежинський, М. Олбрайт. Найвпливовішими аналітичними центрами США є The Heritage Foundation («Спадщина»), Центр міжнародних приватних підприємств (Center for International Private Enterprise), Інститут Брукінґс: Національний інститут передових досліджень, Інститут міжнародної економіки (Institute for International Economics), Інститут міжнародної співпраці (Institute for International Cooperation), (САТО-Institute, Інститут міста (The Urban Institute), Центр міжнародного приватного підприємництва (Center for International Private Enterprise (CIPE), Центр фундацій (The Foundation Center), Рада фундацій (Council of Foudations). Зважаючи на ту уніально важливу роль, яку відіграють ці Think tanks США, зупинемося на них докладніше.
Одним з найвпливовіших аналітичних центрів США є The Heritage Foundation («Спадщина»). Це стратегічний дослідницький інститут, що займається широким спектром питань громадської політики. Зокрема Heritage Foundation розробив моделі пенсійної системи, модель американської економіки, модель родини. Ідея інституту — побудувати статистичну модель суспільства і забезпечити доступ до неї широкої громадськості. Фундація видає ряд аналітичних досліджень, з найвідоміших — щорічний «Index of Economic Freedom», «Мандат на лідерство» (рекомендаційні матеріали для кандидатів у президенти США). Фундація має близько 200 працівників, 35-40 дослідників, з яких 15-20 PhD. Бюджет організації — близько 30 млн дол. річно. Організація має унікальну систему фінансування, яка включає до 200 тис. спонсорів, гроші від яких (суми 20-40 дол.) залучаються шляхом прямого листування. Близько 3000 жертводавців офірують на потреби фундації по 1000 дол., а члени «Президенського клубу» — понад 1000 дол. Донорам надається пріоритет у висвітленні питань, які їх цікавлять. Організація має 5 серверів в мережі Інтернету (http://www.heritage.org [Архівовано 22 лютого 2011 у Wayback Machine.]).
Центр міжнародних приватних підприємств (Center for International Private Enterprise) провадить та розповсюджує дослідження з реформування ринку та розвитку демократії. Бере участь у фінансуванні більш ніж 90 новостворених проектів розвитку ринку. Пріоритетними галузями досліджень в країнах пострадянського простору можуть бути «молодь і бізнес», «старопромислові регіони», «корупція і шляхи її подолання» тощо.
Інститут Брукінгс: Національний інститут передових досліджень. Поєднує академічні та громадські стратегії. Веде дослідження в галузі економіки, політики, законодавчої сфери та «третього сектора». Видає журнал накладом 12000 примірників. Відстежує ситуацію і розвиток Think Tanks у світі .
Інститут міжнародної економіки (Institute for International Economics) — приватний некомерційний незалежний дослідний інститут, створений для вивчення міжнародної економічної політики. Займається економічним аналізом, проблемою глобалізації, перспективним прогнозуванням. Відома робота інституту «Запобігання апокаліпсису (дві Кореї)» Річний бюджет інституту — 6 млн дол.
САТО-Institute — одна з провідних дослідних неполітичних організацій у Вашингтоні. Досліджує проблеми економіки, видає книги, журнали, проводить конференції. Приклад доробку — книга «Глобальний капіталізм». Стоїть на жорстких позиціях щодо МВФ, USAID та інших організацій, які опікуються трансформаційними процесами в країнах пострадянського простору. Позиція САТО — менше опікати «нові демократії» на теренах колишнього СРСР. Партнери САТО в Україні — The Ukrainian Center for Independent Political Research (1991).
Інститут міста (The Urban Institute) — засновано у 1968 р. Некомерційна організація, яка зосереджує увагу на проблемах суспільства, зокрема, проблемі житловлаштування, демографії, експертному обслуговуванні. В інституті працює 400 працівників. Річний бюджет організації — 70 млн дол.
Дуже цікавим явищем Think tanks-простору в США є наявність окремих НДО, які не будучи «чистими мозковими центрами» виконують допоміжні консультативні та комунікативні функції, зокрема для грантодавців і між грантодавцями, а також вивчають НДО-простір і розробляють питання створення грантів. Очевидно, що наявність цих організацій говорить про розвиненість громадянського суспільства як такого. До згаданих організацій належать Центр фундацій і Рада фундацій.
Центр фундацій (The Foudation Center) має місію збору, організації, аналізу та розповсюдження інформації про фундації, корпоративне надання грантів. Розробляє питання створення грантів та розробки пропозицій .
Рада фундацій (Council of Foudations) — об'єднує близько 2000 організацій-грантодавців у всьому світі. Головна діяльність пов'язана з різноманітною інформацією для давачів грантів. Приклад діяльності — проект «Крила» (всесвітня ініціатива для підтримки творців грантів). РФ — не є аналітичним центром, але члени РФ фінансово підтримують АЦ. Аналогом Ради фундацій в Європі є Європейський центр фундацій.
Ще одним цікавим, як на мій погляд явищем, є наявність цільових Think tanks, які розповсюджують у США, зокрема цільовим чином — в урядових структурах, в Конгресі, серед мас-медіа тощо аналітичну інформацію про Україну. Це, зокрема, Національна інформаційна служба України та фундація Україна-США.
Українська національна інформаційна служба (Ukrainian National information service — UNIS) — недержавна некомерційна організація, заснована в США, метою якої є збір інформації, проведення досліджень та розповсюдження інформації про Україну в США. Приклад діяльності — організація і проведення у 2000 р. конференції «Прагнення України до зрілої державності» (80 доповідей).
Фундація Україна-США (US-Ukraine Foundation) — недержавна некомерційна організація, заснована в 1991 році з метою сприяння розвитку демократії, стимулювання реформуванню вільного ринку та зміцненню прав людини в Україні. Має 12 штатних працівників у Вашингтоні і 30 — в Києві. Фундація виходить з розуміння України як ключової ланки стабільності в регіоні Східної Європи. Програми US-Ukraine Foundation: заснування і підтримка Інституту ім. П. Орлика (Київ), розвиток в Україні НДО (програма партнерства громад). Планує підтримку кредитних спілок в Україні.
Think tanks Сполучених Штатів Америки слід вважати орієнтиром для інших демократій. Не скидаючи з шальок терезів вагу національних особливостей, які присутні в будь-якому суспільстві, зауважимо, що структура, алгоритми фандрейзингу, політична, економічна, антикорупційна, правозахисна роль, лобістська, аналітична, дослідницька, інформаційна та ін. функції Think tanks США, їх місце і роль, яку вони виконують у суспільстві, є орієнтиром і для українських, порівняно молодих «мозкових центрів», які тільки розпочинають свій шлях.